# Кинг, Джоэл
Джоэл Брюс Кинг (англ. Joel Bruce King; Figtree) — австралийский футболист, полузащитник клуба «Сидней» и сборной Австралии. Участник летних Олимпийских игр 2020 в Токио.

## Клубная карьера
Кинг — воспитанник клуба «Сидней». 27 апреля 2019 года в матче против «Ньюкасл Юнайтед Джетс» он дебютировал в А-Лиге. В 2020 году Джоеэл стал чемпионом Австралии. В 2022 году Кинг перешёл в датский «Оденсе». 20 февраля в матче против «Копенгагена» он дебютировал в датской Суперлиге.

## Международная карьера
В 2016 году в составе юношеской сборной Австралии Джоэл стал победителем юношеского чемпионата Азии во Вьетнаме. В 2021 году в составе олимпийской сборной Австралии Кинг принял участие в летних Олимпийских играх 2020 в Токио. На турнире он сыграл в матчах против команд Аргентины, Испании и Египта.
27 января 2022 года в отборочном матче чемпионата мира 2022 против сборной Вьетнама Кинг дебютировал за сборную Австралию. 8 ноября 2022 года тренер Грэм Арнольд включил его в состав сборной Австралии на Чемпионат мира 2022 в Катаре.

## Достижения
Командные
 «Сидней»
- Победитель A-Лиги — 2019/2020

Международные
 Австралия (до 19)
- Победитель юношеского чемпионата Азии — 2019